# Phylloceratina
De Phylloceratina zijn een onderorde van uitgestorven ammonoïde koppotigen, behorend tot de Ammonitida, waarvan het bereik zich uitstrekt van het Vroeg-Trias tot het Laat-Krijt. Schelpen van de Phylloceratina zijn over het algemeen glad met kleine tot grote umbilische lobben en complexe hechtingen met bladachtige phylloïde zadeluiteinden en lobben met doornachtige uitsteeksels.

## Fylogenie
De Phylloceratina zijn hoogstwaarschijnlijk afgeleid van de ceratitide Deineroceratidae, waarvan wordt gedacht dat ze vroeg in het Trias tot de Ussuritidae hebben geleid. De Ussuritidae zijn de voorouderlijke familie van de Phylloceratina. De Ussuritidae strekken zich uit door het Laat-Trias heen, maar niet in het Jura, en brachten de Discophyllitidae voort uit het Laat-Trias. De Discophyllitidae zijn de vermoedelijke oorsprong van de Phylloceratidae uit het Laat-Jura - Vroeg-Krijt en mogelijk van de Juraphyllitidae uit het Vroeg-Jura.
De Phylloceratina leidden vroeg in het Jura via de Phylloceratidae tot de Lytoceratina, die op hun beurt het grootste deel van de Ammonitina voortbrachten. De Ancyloceratina zijn een verzameling hoogontwikkelde Lytoceratina.